# Richard Erik Hill
| 26586 Harshaw      | 10 marzo 2000    |
| 26591 Robertreeves | 2 marzo 2000     |
| 27412 Teague       | 10 marzo 2000    |
| 47835 Stevecoe     | 10 marzo 2000    |
| 50687 Paultemple   | 10 marzo 2000    |
| 76309 Ronferdie    | 10 marzo 2000    |
| 90396 Franklopez   | 16 dicembre 2003 |

Richard Erik Hill (10 giugno 1949) è un astronomo statunitense.
Richard Erik Hill, spesso chiamato Rik, è un astronomo professionista statunitense in pensione, che è stato ed è ancora anche un astronomo dilettante. Ha lavorato all'Osservatorio di Kitt Peak, in seguito ha lavorato al Catalina Sky Survey. È membro dell'ALPO (Association of Lunar and Planetary Observers) dal 1975.

## Scoperte
Hill scoperto o coscoperto 27 comete di cui 19 periodiche e 8 non periodiche: 195P/Hill (Hill 1), 232P/Hill (Hill 2), 211P/Hill (Hill 3), P/2004 V5 LINEAR-Hill, 409P/LONEOS-Hill, 375P/Hill (Hill 4), C/2006 S5 Hill, 310P/Hill (Hill 5), 326P/Hill (Hill 6), C/2008 J6 Hill, 465P/Hill (Hill 7), C/2008 L3 Hill, 429P/LINEAR-Hill (LINEAR-Hill 2), 357P/Hill (Hill 8), P/2009 O3 Hill (Hill 9), C/2009 O4 Hill, 420P/Hill (Hill 10), 393P/Spacewatch-Hill, C/2009 U3 Hill, 369P/Hill (Hill 11), P/2010 A3 Hill (Hill 12), C/2010 G2 Hill, 385P/Hill (Hill 13), C/2012 E1 Hill, P/2014 A2 Hill (Hill 14), C/2014 F1 Hill e P/2014 L3 Hill (Hill 15).
Ha contribuito anche alla scoperta di altre comete come la 363P/Lemmon.
Inoltre il Minor Planet Center gli accredita la scoperta di sette asteroidi, effettuate tra il 2000 e il 2003.

## Riconoscimenti
Gli è stato dedicato l'asteroide 118945 Rikhill.
Nel 2003 gli è stato assegnato l'ASO Annual Contributions to Astronomy Award.